# Kayupuring
Kayupuring is een bestuurslaag in het regentschap Pekalongan van de provincie Midden-Java, Indonesië. Kayupuring telt 1208 inwoners (volkstelling 2010).